# 雷納德冰川
64°40′S 61°38′W / 64.667°S 61.633°W
雷納德冰川是南極洲的冰川，位於葛拉漢地西岸，最終注入夏洛特灣的西南端，該冰川首次由比利時的探險隊繪入地圖，以英國的飛行先驅命名。